# Gotha G.IV
De Gotha G.IV is een strategische bommenwerper die in dienst was bij de Duitse Luftstreitkräfte tijdens de Eerste Wereldoorlog.

## Voorgeschiedenis
De Gothaer Waggonfabrik begon in 1915 met de bouw van lange-afstandsbommenwerpers die gebruikt werden bij strategische bombardementen.

## Ontwerp
Ingenieur Hans Burkhard had zoals bij de vorige versie, de Gotha G.III, de voorste romp met multiplex bedekt, zodat het toestel een tijdje op water kon blijven. De romp was voorzien van een tunnelachtige as, waardoor een machinegeweer naar beneden gericht geplaatst kon worden. In sommige vliegtuigen werd er een vierde machinegeweer geplaatst tussen de piloot en de schutter. Groot probleem was de slechte zijdelingse stabiliteit tijdens het landen. Burkhard loste dit op door extra rolroeren op de onderste vleugel te plaatsen. De prestaties van de G.IV werden hierdoor echter nauwelijks verbeterd.
In november 1916 ontving Gotha een order van 35 stuks dat later verhoogd werd naar 50. Later bestelde de luchtmacht nog eens 180 vliegtuigen. De fabriek kon dit niet aan, waardoor 80 stuks bij Siemens werden gemaakt, hier met enkele aanpassingen. De laatste G.IV werd hier vervaardigd. Vanwege het gebrek aan materiaal en het reeds verouderde ontwerp, werd deze gebruikt door trainingseenheden.

## Gebruik
De eerste Gotha G.IV's werden bij het Bombengeschwader, ook bekend als het Englandgeschwader, ingedeeld. In mei 1917 voerden zij dag en nacht bombardementen uit op de Britse hoofdstad Londen en havens in het zuiden van Engeland (operatie "Türkenkreuz"). Door de toenemende verliezen door de Engelse luchtafweer zagen ze af van bombardementen overdag. In afwachting van een nieuw bombardement, werden sommige omgebouwd tot tactische bommenwerpers en werden met een extra 20mm-Beckerkanon uitgerust. Ook de Oostenrijkers hadden er enkele in dienst.
In oktober 1917 waren er 50 toestellen van dit type in actieve dienst, een hoogtepunt. Vanaf dan werden zij geleidelijk vervangen door de Gotha G.V en latere versies. Toch waren de laatste zeker tot augustus 1918 actief.
Gotha G.I · Gotha G.II · Gotha G.III · Gotha G.IV · Gotha G.V · Gotha G.VI · Gotha G.VII · Gotha G.VIII · Gotha G.IX · Gotha G.X · AEG DJ.I · AEG G.I · AEG G.II · AEG G.III · AEG G.IV · AEG G.V · AEG J.I · AEG J.II · AEG R.I · Friedrichshafen G.II · Friedrichshafen G.III · Hannover CL.II · Junkers CL.I ·  Junkers J.I · Rumpler G.I  · Rumpler G.II · Rumpler G.III  · Zeppelin-Lindau Rs.II  · Zeppelin-Lindau Rs.III · Zeppelin-Lindau Rs.IV · Zeppelin-Staaken R.VI